# Listă de fotografi - S
|  | Listă de fotografi - S \| Liste alfabetice de fotografi A - Ă - Â - B - C - D - E - F - G - H - I - Î - J - K - L - M - N - O - P - Q - R - S - Ș - T - Ț - U - V - W - X - Y - Z - |

## Fotografi - S
| - Salgado, Sebastião - Salomon, Erich - Sander, August - Saudek, Jan - Savge, Charles Roscoe - Scavullo, Francesco - Šechtl, Ignác - Sednaoui, Stéphane - Serrano, Andreas - Seymour, David - Sheeler, Charles - Sherman, Cindy - Shore, Stephen - Sidibé, Malick - Sieff, Jeanloup - Sigismondi, Floria - Radosław Sikorski | - Simion, Andu - Siskind, Aaron - Skoglund, Sandy - Sloan, Victor - Smith, Edwin - Smith, Pennie - Smith, W. Eugene - Sokolsky, Melvin - Sommer, Fredrick - Soth, Alec - Spaggiari, Albert - Spencer, Jack - Spender, Humphrey - Springer, Melissa - Stanionis, Vytautas - Steichen, Edwars - Steiner, Ralph | - Stefanovici, Milinko - Sternfeld, Joel - Stieglitz, Alfred - Stillfried & Andersen (studiou) - Stockbridge, Nellie - Stoškus, Kęstutis - Strand, Paul - Struth, Thomas - Stuart, Roy - Sturges, Jock - Suau, Anthony - Issei Suda, Suda, Issei - Sudek, Josef - Sugimoto, Hiroshi - Sulyok, Adrian - Sutcliffe, Francis Meadow - Szarkowski, John |  |